# Gruppe Westerweel

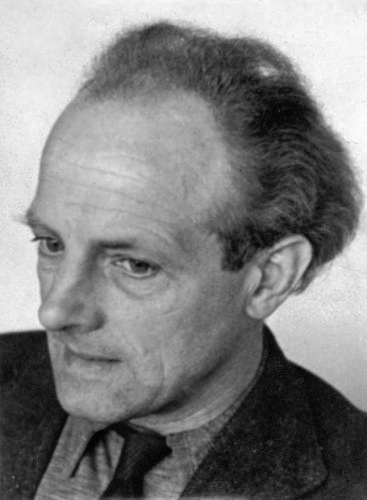
Joop Westerweel

Die Gruppe Westerweel war eine niederländische Widerstandsgruppe während der Zeit des Nationalsozialismus. 1942 gegründete sich die Gruppe um den überzeugten Pazifisten und Lehrer Joop Westerweel und bestand über dessen Tod hinaus bis Kriegsende. Die Mitglieder der Gruppe Westerweel organisierten Ausweispapiere, Verstecke und Fluchtmöglichkeiten vor allem für aus NS-Deutschland geflohene jüdische Kinder und Jugendliche. Die Gruppe war schon dadurch ungewöhnlich, dass sie aus Juden und Nichtjuden bestand, die zusammenarbeiteten, um jüdische Leben zu retten.

## Mitglieder
Die nichtjüdischen Mitglieder waren eine kleine Gruppe Niederländer, hauptsächlich Freunde, Bekannte und Kollegen von Joop. Die jüdischen Mitglieder waren Teenager oder Twens. Zusätzlich gab es einen Anteil von jungen Halutzim (zionistische Jugendbewegung), unter anderem Max Windmüller und Menachem Pinkhof.

## Der Name
Der Name Gruppe Westerweel wurde erst nach Kriegsende von ehemaligen Mitgliedern zu Ehren Joop Westerweels angenommen. Solange sie bestand, hatte sie keinen festen Namen.

## Aktionen
Als die deutschen Besatzer im Jahre 1942 mit der Deportation der niederländischen Juden begannen, lernte Westerweel eine kleine Gruppe junger Zionisten (Halutzim) um Joachim („Schuschu“) Simon kennen, welche sich auf einem Bauernhof in der Nähe seines Hauses auf ein Leben in Israel vorbereiteten. Sofort begann er mit der Organisation von Verstecken für die jungen Halutzim und Anfang August waren 60 von ihnen versteckt.
Danach begannen Westerweel und Simon, Fluchtmöglichkeiten für die Jugendlichen zu sondieren. Dies gelang ihnen auf Wegen durch Belgien, Frankreich, der Schweiz und Spanien. Simon reiste 1942 nach Frankreich, um Kontakte mit dem jüdischen Untergrund zu knüpfen. Im Dezember 1942 und Januar 1943 wurden die ersten Gruppen von Halutzim über Belgien nach Frankreich geschmuggelt. Von dort aus konnten sie dann über die grüne Grenze nach Spanien fliehen. Bei einer dieser Aktionen wurde Simon dann im Januar 1943 im Süden der Niederlande von den Deutschen verhaftet und starb in Haft.
Die Nachricht vom Tod Simons spornte die Aktivitäten der Gruppe Westerweel an, die bald 20 Mitglieder umfasste. Im Februar 1944 begleitete Westerweel eine Gruppe Halutzim zur französisch-spanischen Grenze in den Pyrenäen. Weniger als einen Monat später wurde er selbst bei dem Versuch verhaftet, zwei Jungen über die Niederländische Grenze nach Belgien zu schmuggeln. Er wurde zum Konzentrationslager Vught gebracht und gefoltert, verriet aber keinerlei Informationen über seine Mitstreiter. Am 11. August 1944 wurde er hingerichtet. Seine Gruppe fuhr jedoch mit der Arbeit fort und schmuggelte noch weitere 200 Juden nach Frankreich. Insgesamt unterstützte die Gruppe Westerweel ca. 300–400 Halutzim und rettete einen Großteil von ihnen.

## Gedenken

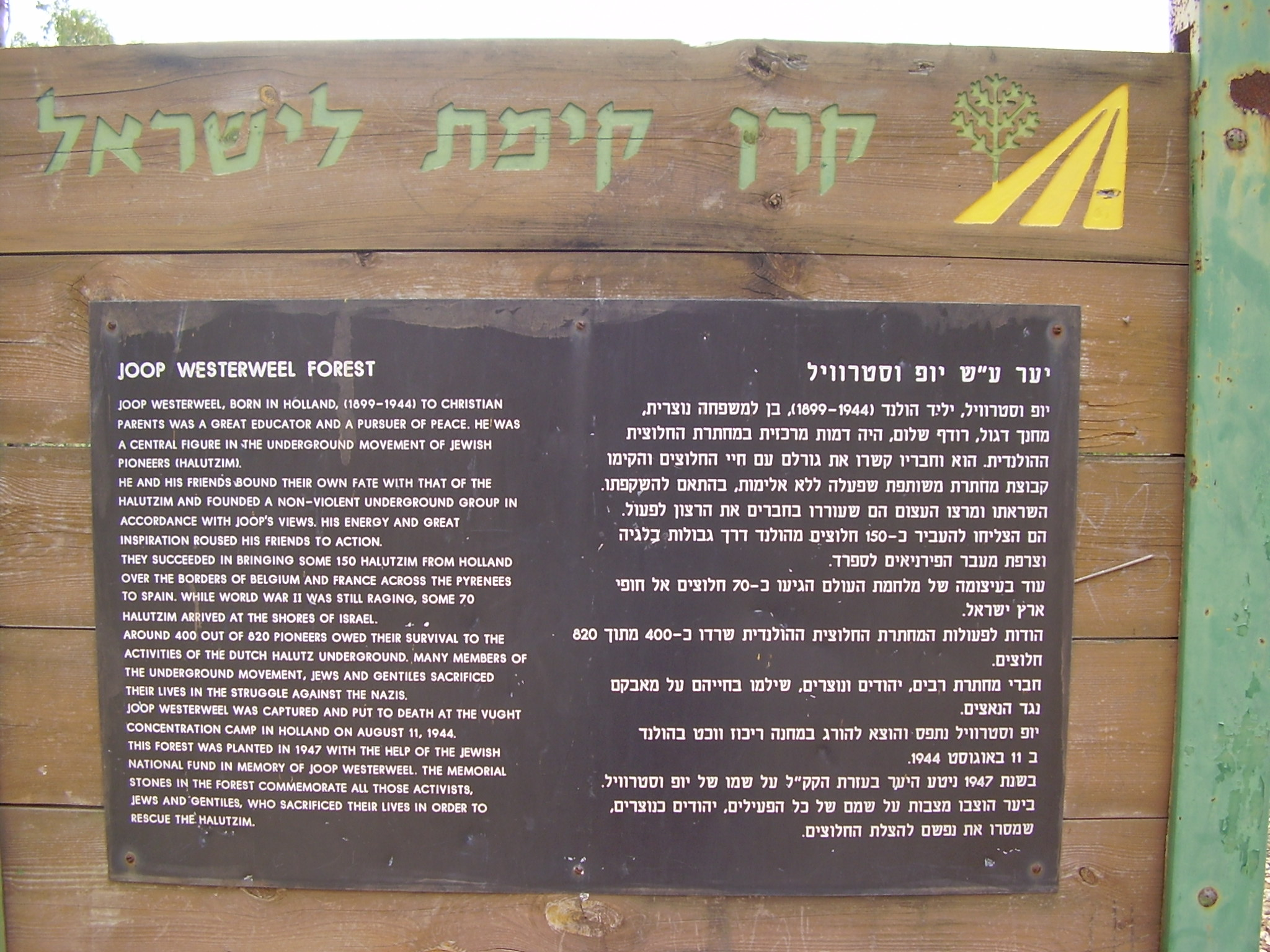
Der Westerweel Gedächtniswald in der Nähe von Haifa

- Joop und seine Frau Willy (Wilhelmina) werden 1964 in Yad Vashem zu Gerechten unter den Völkern ernannt
- An das Wirken der Gruppe wird heute in Yad Vashem erinnert.
- Im Westerweel-Gedächtniswald, in der Nähe von Haifa, steht ein Denkmal für Joop Westerweel, Max Windmüller und ihre Mitstreiter aus der jüdischen Widerstandsbewegung.